# Veridagon avendanoi
Veridagon avendanoi è un pesce osseo estinto, appartenente agli aulopiformi. Visse nel Cretaceo superiore (Cenomaniano, circa 98 milioni di anni fa) e i suoi resti fossili sono stati ritrovati in Messico.

## Descrizione
Questo pesce era di medie dimensioni: l'olotipo era lungo circa 22 centimetri. Il corpo di Veridagon era relativamente slanciato e fusiforme, ma il cranio era piuttosto corto anche se dotato di un muso appuntito. In generale, Veridagon assomigliava molto al ben noto Enchodus, ma possedeva alcune caratteristiche distintive: erano presenti non uno, ma due grandi denti simili a zanne sull'osso palatino, uno dietro l'altro. Negli altri encodontidi era presente un singolo grande dente (come in Enchodus) o una serie di piccoli denti (come in Unicachichthys). Veridagon era dotato di almeno tre grossi scudi ovoidali dietro al cranio e prima della pinna dorsale. Quest'ultima era alta e di forma triangolare; la pinna anale, invece, era dotata di una base allungata e decresceva verso la coda. La pinna caudale era ampia e profondamente biforcuta. 

## Classificazione
Veridagon è un membro degli encodontidi, un gruppo di aulopiformi predatori tipici del Cretaceo, i cui fossili sono stati ritrovati in gran parte del mondo. Analisi cladistiche indicano che Veridagon era uno dei membri più arcaici del gruppo, in una posizione derivata rispetto al coevo Unicachichthys ma basale rispetto agli altri encodontidi. 
Veridagon avendanoi venne descritto per la prima volta nel 2019, sulla base di un fossile ben conservato rinvenuto nella cava El Chango nei pressi di Ocozocoautla de Espinosa, nello stato di Chiapas in Messico. Inizialmente il fossile venne descritto con il nome di Dagon avendanoi, ma il nome generico era già stato utilizzato per un genere di farfalle sudamericane; fu quindi necessario cambiare il nome in Veridagon.

## Paleoecologia
Veridagon era senza dubbio un pesce predatore marino molto veloce e attivo. La cava El Chango ha restituito i fossili di almeno altre due specie di encodontidi predatori: l'arcaico Unicachichthys e il minuscolo Vegrandichthys: si suppone che tutti questi encodontidi occupassero diverse nicchie ecologiche nella catena trofica dell'antico mare costiero messicano. 